# Karabin Sharps
Karabiny Sharps – seria jednostrzałowych karabinów ładowanych odtylcowo. Model 1859 należał do tzw. karabinów wyborowych swoich czasów i był szeroko używany na Dzikim Zachodzie. Ich projektantem był Christian Sharps.

## Budowa i Historia
Karabiny Sharpsa posiadały nowatorski, opatentowany zamek poprzeczno-suwliwy, który był otwierany za pomocą dźwigni, pełniącej także rolę kabłąka spustu. Po umieszczeniu naboju ponowne przesunięcie kabłąka powodowało powrót zamka do ustawienia pierwotnego i odcięcie tyłu papierowego naboju przez wbudowaną gilotynkę, co dawało dostęp do prochu. Odpalenie następowało za pomocą kapiszona. Dzięki temu wyposażony w karabin Sharpsa żołnierz mógł oddać do pięciu strzałów na minutę.

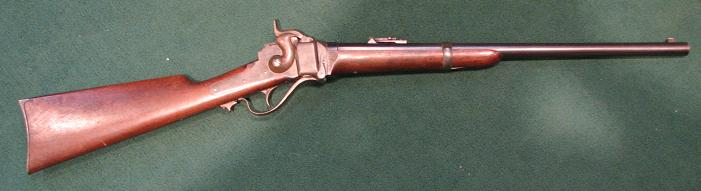
M1863 oryginalnie przystosowany do naboju .50-70

Od 1866 roku zamek i komora zostały zmodernizowane, aby mogły pomieścić nabój .50-70 Government z centralną spłonką.
W karabiny gwintowane M1859 wyposażone zostały dwa pułki sharpshooters (tj. „strzelców wyborowych”) pułkownika Hirama Berdana.

## Użycie w powstaniu styczniowym
Na podstawie archiwalnej fotografii, oraz na podstawie badań archeologicznych można stwierdzić, że w powstaniu styczniowym były używane pojedyncze egzemplarze karabinków Sharps starszych typów. 
W 1913 r., w 50. rocznicę wybuchu powstania styczniowego zorganizowano wystawę we Lwowie poświęconą powstaniu styczniowemu. Na wystawie zaprezentowano szereg różnych eksponatów, w tym też broń powstańców styczniowych. W czasie tej wystawy Józef Kościesza-Jaworski sfotografował broń powstańców styczniowych. Na zachowanej fotografii można rozpoznać karabinek Sharps.
Na podstawie analizy fotografii można stwierdzić, że jest to model karabinka w którym zastosowano zamek skośny, tzw. „slant breech”. Zamek tego typu odchylony był o około 22 stopnie i stosowany był w Sharpsach produkowanych przed 1859 r. W 1859 r opatentowano nowy model z prostym, pionowym zamkiem. W modelach karabinów Sharps 1859 i późniejszych przesuwny blok zamka stykał się z powierzchnią lufy prostopadle do niej.  
Dodatkowo na tej archiwalnej fotografii można dostrzec charakterystyczny celownik używany w modelach Sharpsa z lat 1851–1852. Na podstawie więc typu zamka i celownika, można stwierdzić, że powstańczy karabinek Sharps pochodził z początków produkcji tego typu broni. 

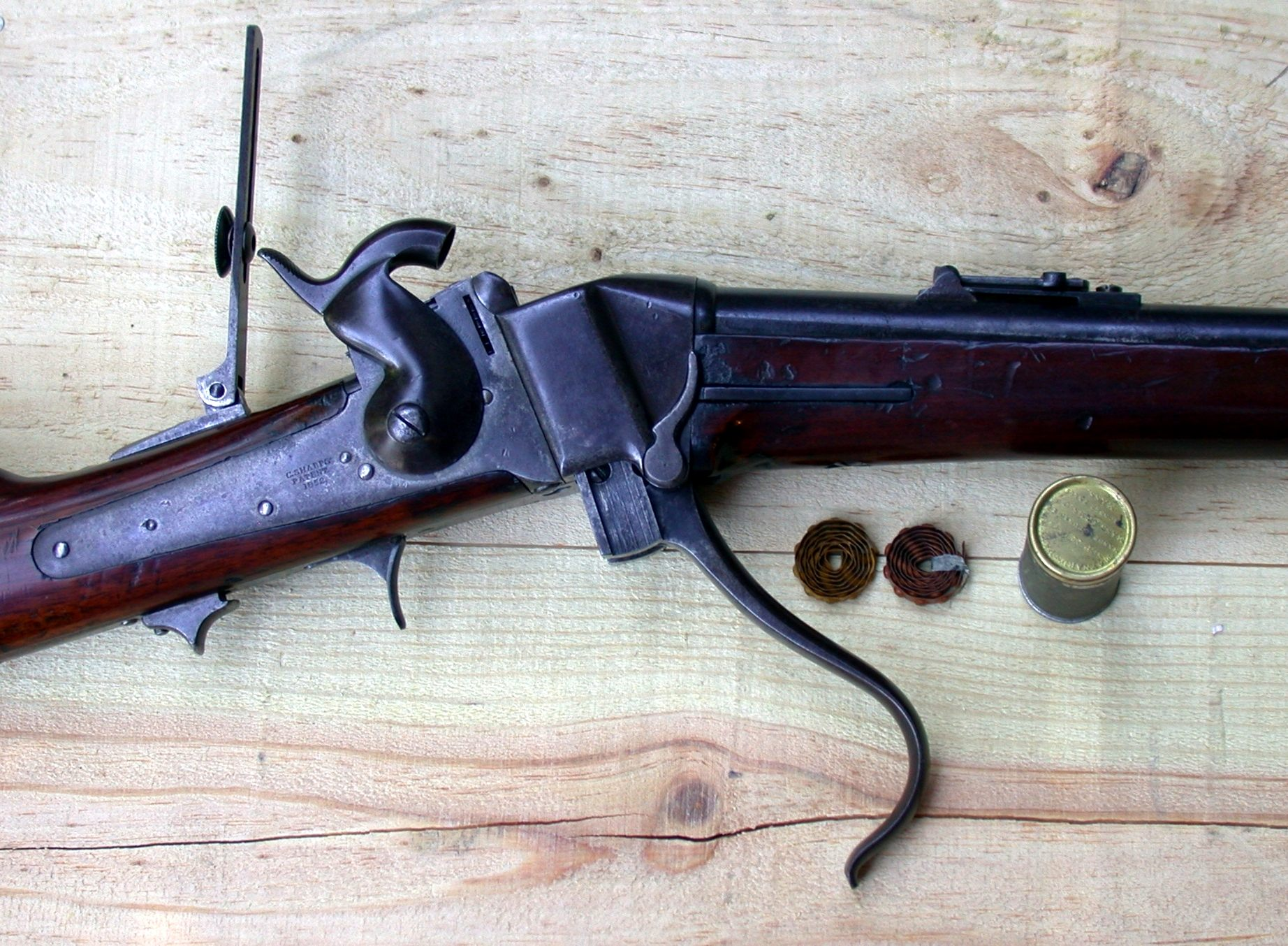
Zamek „slant breech” widok z boku

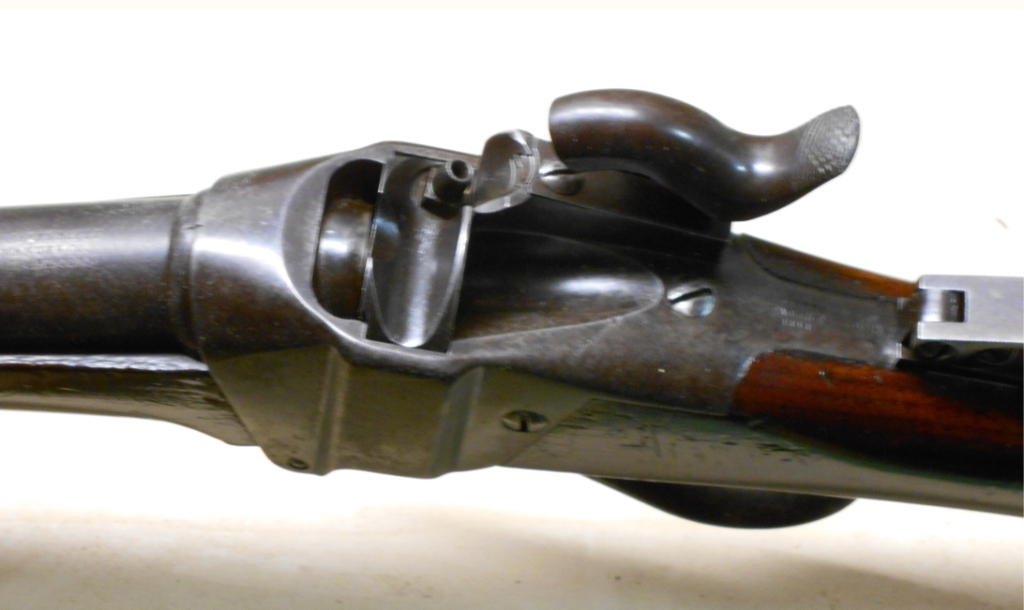
Zamek „slant breech” widok z góry

Drugim źródłem informacji świadczącym o tym, że karabinki Sharps były używane w powstaniu styczniowym są wyniki badań archeologicznych. W czasie badań archeologicznych na terenie pola bitwy pod Olszowym Młynem odnaleziono szereg kul i pocisków z powstańczej broni. Wśród pocisków znaleziono trzy pociski, które można zakwalifikować jako pochodzące z karabinków Sharps. Pociski te miały kaliber zbliżony do .58.
Prawdopodobnie pociski te pochodziły z karabinków Sharps model 1855. Karabinki tego typu produkowane był w latach 1856–1857 w liczbie 6796, z czego 6000 szt. zostało sprzedane armii brytyjskiej. Karabinki te wyprodukowano w kalibrze .577. Wyposażone były w system podawania kapiszonów oparty na papierowej taśmie Edwarda Maynarda. W broni tej zastosowano skośny zamek typu „slant breech”. W późniejszym czasie między 1857 a 1859 część tej broni była przerabiana. W zmodyfikowanej broni zmniejszono nieco kaliber, zmieniono stopień skrętu gwintu w lufie, oraz udoskonalono przyrządy celownicze. Z biegiem czasu część niezmodyfikowanych karabinków Sharps wycofywano ze służby. Do lutego 1864 r. w służbie brytyjskiej było już tylko 2877 karabinków Sharps.  
Na podstawie odnalezionych na polu bitwy pocisków można stwierdzić, że nieduża ilość karabinków Sharps model 1855, sprzedanych przez wojsko brytyjskie, mogła trafić na uzbrojenie powstańców styczniowych. 